# Lepidophyma gaigeae
Lepidophyma gaigeae là một loài thằn lằn trong họ Xantusiidae. Loài này được Mosauer mô tả khoa học đầu tiên năm 1936.